# Pets 2 - Vita da animali
Pets 2 - Vita da animali (The Secret Life of Pets 2) è un film d'animazione del 2019 diretto da Chris Renaud.
Sequel di Pets - Vita da animali, è il decimo film prodotto da Illumination Entertainment, distribuito da Universal Pictures. Il protagonista Max è doppiato in originale da Patton Oswalt, che sostituisce Louis C.K. (doppiatore di Max nel primo capitolo), dopo le accuse di molestie a carico di quest'ultimo.

## Trama
Qualche tempo dopo gli eventi del primo film, la padrona di Max e Duke, Katie, incontra e sposa un uomo di nome Chuck. I due hanno un figlio, Liam, che Max inizialmente non approva a causa delle sue molestie. Più tardi, dopo che Liam mostra affetto e adorazione per i due cani, i sentimenti di Max si addolciscono e il cane diventa iperprotettivo, sentimento che si acuisce quando il bambino parte per la scuola materna. La sensazione iperprotettiva di Max per Liam gli provoca un prurito che spinge Katie a procurargli un cono elisabettiano, nel tentativo di abbassarne i sintomi.
Quando la famiglia di Max raggiunge una fattoria per una gita fuori città, Max si abitua alle abitudini del luogo, abitato da uno scontroso pastore gallese di nome Galletto. Dopo un incidente con le pecore della fattoria, Galletto porta Max a cercare una delle pecore scomparse che è fuggita. L'insegnamento e l'incoraggiamento di Galletto sull'agire senza paura spinge Max a recuperare con successo la pecorella. Di conseguenza, Galletto consente a Max di rimanere con lui durante la notte e, prima della partenza, gli consegna una sua bandana come souvenir.
Prima di andarsene, Max aveva affidato il suo giocattolo preferito, Apetta Vispetta (una pallina che suona a forma di ape), a Gidget. Sfortunatamente, Gidget perde il giocattolo in un appartamento infestato da gatti che vivono con una signora anziana. La cagnolina riceve lezioni per diventare una gatta dai suoi amici Chloe, Mel, Buddy e Pisellino, in modo che possa intrufolarsi più facilmente nell'appartamento. Con l'aiuto del porcellino d'India Norman, recupera con successo Apetta Vispetta e viene pure acclamata come la "regina dei gatti", grazie ad una messa in scena con cui sconfigge e mangia un punto laser rosso.
Nel frattempo Chloe e il coniglio Nevosetto incontrano lo shih tzu Marghi, che entra nel loro appartamento e spiega che ha bisogno di "Capitan Nevosetto" (la versione supereroistica di Nevosetto) per aiutarla a salvare una tigre bianca di nome Hu. Mentre era in volo per la città, Marghi incontrò Hu, tenuto prigioniero dal proprietario di un circo abusivo, il crudele Sergei. Marghi e Capitan Nevosetto si intrufolano nel circo e, dopo essersi sbarazzati con molta difficoltà dei lupi neri di Sergei, liberano Hu. Nella confusione della fuga, Marghi perde la sua molletta, che i lupi annusano per rintracciarla.
Lei e Capitan Nevosetto portano la tigre nell'appartamento del basset hound Nonnotto. Nonnotto è riluttante a tenere Hu, mentre Marghi e Nevosetto si nascondono nell'appartamento di Max. In quel momento, la famiglia di Max ritorna dalla gita e inizia ad addormentarsi. Max si sveglia e scopre il trio, proprio mentre Sergei e i suoi lupi rintracciano Marghi e catturano Hu. Marghi lo vede fuggire sul suo treno, che Nevosetto, Max e Norman inseguono mentre contattano Gidget per avere un'assistenza nell'inseguimento. Gidget e i gatti partono, con l'aiuto dell'anziana signora, alla ricerca del treno.
Nevosetto, Max e Norman sconfiggono i lupi e la scimmia da compagnia di Sergei, liberando Marghi e Hu. Max, usando il nuovo coraggio che gli ha dato Galletto, si infiltra con successo nella locomotiva del treno in cui si trova Sergei. Il resto degli animali va a cacciarlo dal treno. Prima che stiano per essere uccisi da Sergei, Gidget, dopo aver fatto squadra con i suoi gatti, lo butta fuori dalla sua macchina e offre agli animali un passaggio a casa. La vita riprende normalmente, con la famiglia di Liam che dice "ciao" a Liam mentre entra nel suo primo giorno di scuola materna. In una scena a metà dei crediti, Capitan Nevosetto canta una sua versione di "Panda" di Desiigner. La canzone dura solo pochi istanti prima che la sua padroncina, Molly, entri nella stanza e l'abbracci.

## Personaggi
- Galletto (Rooster): è un vecchio cane da pastore. Vive nella fattoria dello zio Tobia e controlla le attività di tutti gli animali, che lo temono. Nonostante, all'inizio appaia come scontroso, antipatico e freddo nei confronti di Max, dopo il salvataggio di una pecorella diventerà come una guida per lui. Di conseguenza, anche lui comincerà a volere molto bene a Max, quasi come un figlio. È burbero, austero e autoritario, ma coraggioso e dal cuore d'oro.

- Marghi (Daisy): è una femmina di Shin Tzu, è molto coraggiosa ed indipendente. Dopo averlo incontrato su un aereo, mentre era in vacanza, si affezionerà molto a Hu e cercherà, facendosi aiutare da Nevosetto, di aiutarlo a fuggire, proteggendolo da Sergei e dai lupi del circo. Verso la fine del film viene rapita assieme ad Hu da Sergei, ma verrà salvata da Max e Nevosetto. È molto simpatica e altruista ma, a volte, vanitosa e sarcastica.

- Sergei: è un cattivo ed egoista domatore circense. Tiene in una sorta di schiavitù il piccolo Hu in modo che sia la principale attrazione del suo circo. Alla fine del film verrà sconfitto da Max, Nevosetto e Marghi, che lo picchieranno pesantemente e dopodiché verrà investito da una vecchia gattara. Possiede dei lupi ed una piccola scimmietta, unico animale che ama e rispetta.

- Hu: è un giovane tigrotto bianco, giocherellone e assolutamente innocuo. È uno dei pochi animali che non parla. Viene tenuto in prigionia da Sergei, per essere la principale attrazione del suo circo ma viene aiutato a scappare da Nevosetto e Marghi. Verrà portato da Nonnotto per un breve periodo di tempo ma alla fine verrà ricatturato da Sergei assieme a Marghi, verrà, però, salvato dai suoi amici animali e si stabilirà nell'appartamento di Chloe.

- Liam: è il figlio di Katie e Chuck. All'inizio verrà disprezzato ed evitato da Max, che però poi, lo comincerà ad amare ed educare, diventando però iperprotettivo nei suoi confronti. Alla fine del film si recherà all'asilo nido per la prima volta e Max, ormai non più preoccupato per lui grazie a Galletto, lo lascerà andare.

- Chuck: è il marito di Katie e padre di Liam. Ha un ruolo marginale nel film.

- Zio Tobia: è il vecchio zio di Chuck che vive in una fattoria provinciale.

- Cotton: una pecorella giocherellona che viene salvata da Max, quando sta per cadere da un dirupo.

- Molly: la padroncina di Nevosetto.

È una bambina molto dolce, vivace e sicura ma con una personalità variabile.
- La gattara: è una vecchia signora che vive con migliaia di gatti nel suo appartamento. Alla fine apparirà con Gidget e gli altri animali, investendo Sergei.

- Il gatto pazzo, il criceto solitario, il "cane cattivo", i gattini incendiari: vengono incontrati da Max dal veterinario locale.

## Promozione

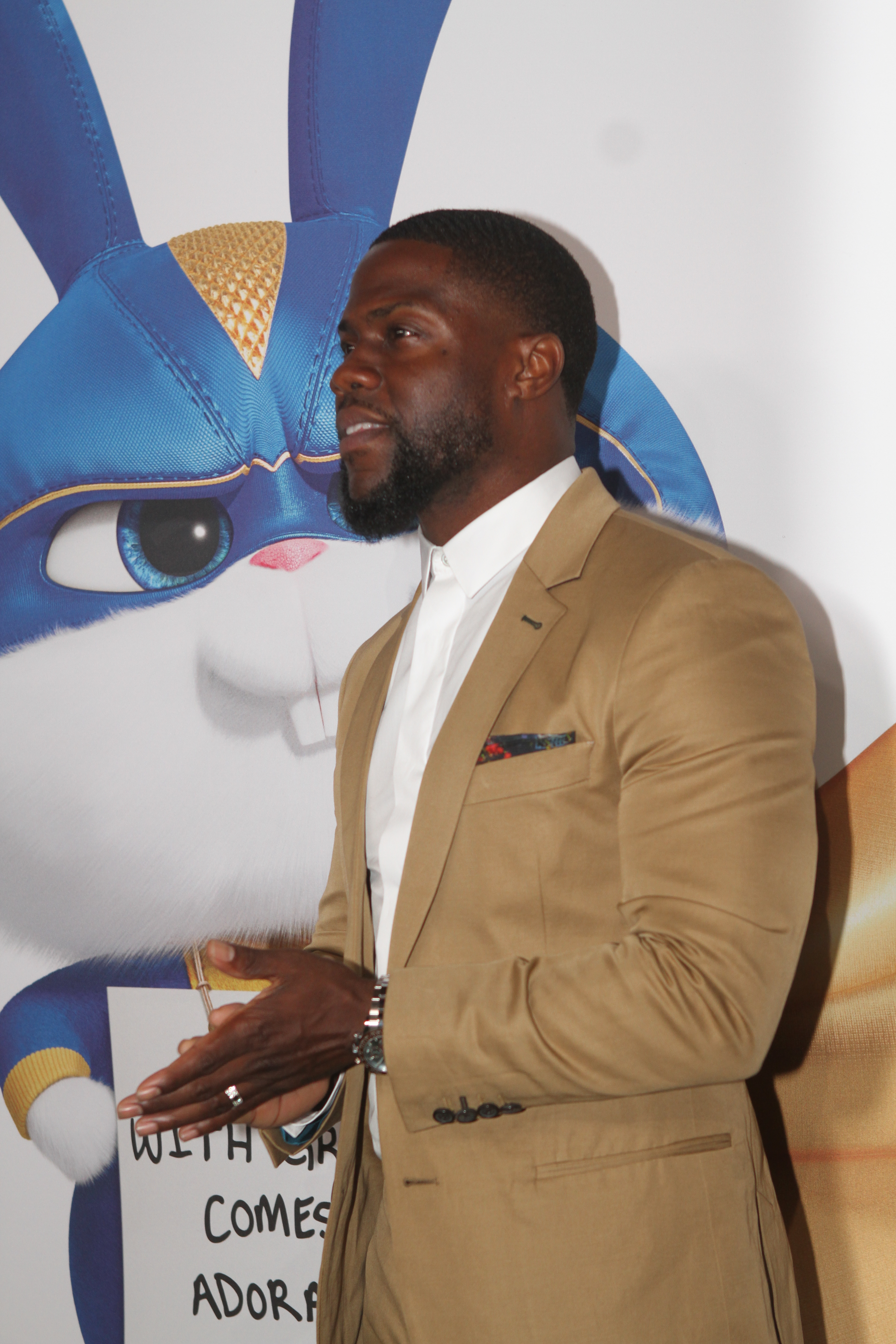
Kevin Hart alla première del film

Il primo dei teaser trailer è uscito, in tutto il mondo, il 7 novembre 2018.

## Distribuzione
Il film è stato distribuito in Italia il 6 giugno 2019 e il giorno successivo negli Stati Uniti d'America.

## Accoglienza

### Incassi
Pets 2 ha incassato quasi $ 158 milioni in Nord America e $ 272 milioni nel resto del mondo, per un totale mondiale di $ 431 milioni, a fronte di un budget di produzione di $ 80 milioni.

### Critica
Sul sito web dell'aggregatore di recensioni Rotten Tomatoes, il film detiene una valutazione di approvazione del 60% sulla base di 165 recensioni con una valutazione media di 5,76 / 10. Il consenso critico del sito recita: "Pets 2 non insegna alle sue stelle animate nuovi trucchi narrativi - ma per i fan dell'originale, questo divertente ed energico sequel dovrebbe comunque soddisfare". Su Metacritic, il film ha una media ponderata di 55 punti su 100, basata su 26 recensioni, indicando "recensioni contrastanti o medie".

## Riconoscimenti
- 2019 - E! People's Choice Awards
  - Candidatura Film per famiglie del 2019
  - Candidatura Star in un film d'animazione del 2019 a Kevin Hart
  - Candidatura Star in un film d'animazione del 2019 a Tiffany Haddish

## Sequel
Nel marzo 2022, in un'intervista al podcast The Gary and Kenny Show, Meledandri ha dichiarato che un terzo film è in fase di sviluppo.